# Slatina (Kačanik)
Pour les articles homonymes, voir Slatina.
Sllatinë en albanais et Slatina en serbe latin (en serbe cyrillique : Слатина) est une localité du Kosovo située dans la commune/municipalité de Kaçanik/Kačanik, district de Ferizaj/Uroševac (Kosovo) ou district de Kosovo (Serbie). Selon le recensement kosovar de 2011, elle compte 211 habitants, tous albanais.

## Démographie

### Évolution historique de la population dans la localité
| 1948 | 1953 | 1961 | 1971 | 1981 | 1991 | 2011 |
| ---- | ---- | ---- | ---- | ---- | ---- | ---- |
| 427  | 443  | 458  | 493  | 404  | 457  | 211  |

|  |